# 北海道道54号東瓜幕芽室線
北海道道54号東瓜幕芽室線（ほっかいどうどう54ごう ひがしうりまくめむろせん）は、北海道鹿追町と芽室町を結ぶ道道（主要地方道）である。

## 概要

### 路線データ
- 起点：北海道河東郡鹿追町東瓜幕西15線（国道274号交点）
- 終点：北海道河西郡芽室町東一条10丁目（国道38号交点）
- 総延長：37.033 km[1]
- 実延長：37.011 km[1]
- 重用延長：0.022 km[1]

## 歴史
- 1957年（昭和32年）7月25日 - 291号として路線認定[2]。
- 1993年（平成5年）5月11日 - 建設省から、道道東瓜幕芽室線が東瓜幕芽室線として主要地方道に指定される[3]。
- 1994年（平成6年）10月1日 - 路線番号を54号に変更[4]。

## 路線状況

### 重複区間
- 北海道道133号音更新得線：音更町上然別西5線 - 鹿追町上然別西
- 北海道道239号熊牛音更線：芽室町平和西14線

### 主な橋梁
- 風雲橋（然別川）= 音更町字上然別基線 - 音更町字上然別西
- 音室橋（鎮錬川 = 然別川支流）= 鹿追町美蔓西 - 芽室町平和西
- 祥栄橋（十勝川・ピウカ川）= 芽室町北芽室北1線西24号 - 芽室町芽室北

## 地理

### 通過する自治体
- 十勝総合振興局
  - 河東郡
    - 鹿追町
    - 音更町
    - 鹿追町

  - 河西郡
    - 芽室町

### 交差する道路
鹿追町
- 国道274号 - 東瓜幕15線（起点）

音更町
- 北海道道771号笹川士幌線 - 西中音更北14線東5号
- 北海道道133号音更新得線 - 上然別西5線（重複）

鹿追町
- 北海道道133号音更新得線 - 上然別西（重複）

芽室町
- 北海道道239号熊牛音更線 - 平和西14線（重複）
- E38 道東自動車道 芽室IC - 祥栄西
- 北海道道75号帯広新得線 - 北芽室北3線西24号
- 国道38号 - 東一条10丁目（終点）